# 于尔根·贝尔托
于尔根·贝尔托（德語：Jürgen Bertow，1950年4月21日—），德国前男子赛艇运动员。他曾代表东德参加1976年夏季奥林匹克运动会赛艇比赛，获得男子双人双桨铜牌。